# Russell Institute

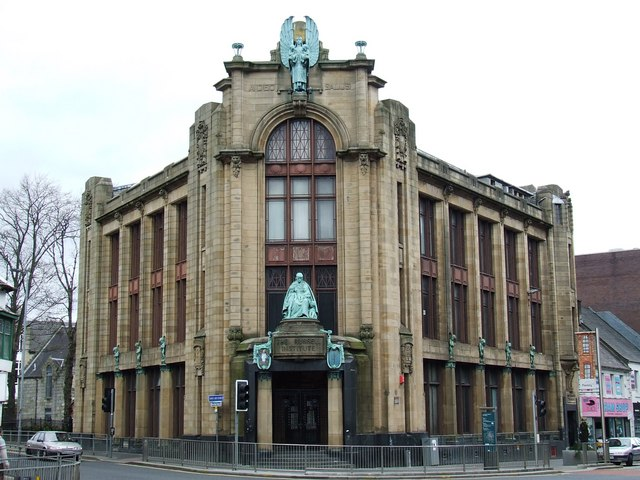
Russell Institute

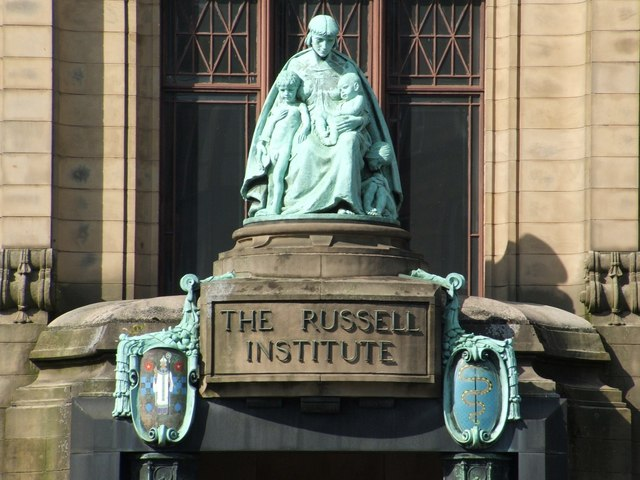
Statue oberhalb des Haupteingangs

Das Russell Institute ist ein Kinderkrankenhaus in der schottischen Stadt Paisley in der Council Area Renfrewshire. 1985 wurde das Bauwerk in die schottischen Denkmallisten zunächst in der Kategorie B aufgenommen. Die Hochstufung in die höchste Kategorie A erfolgte 2005.

## Geschichte
Die Bürgerin Agnes Russell spendete das Gebäude in Gedenken an ihre Brüder Robert und Thomas, verstarb jedoch noch vor dessen Fertigstellung. Der Bau wurde 1926 nach einem Entwurf des Architekten James Steel Maitland begonnen und im Folgejahr abgeschlossen. Die Skulpturen sind Arbeiten des schottischen Bildhauers Archibald Dawson. Die Spenderin ließ den Architekten freie Hand und gab keinen finanziellen Rahmen vor. Die offizielle Eröffnung am 19. März 1927 nahm Prinzessin Mary vor. Das Russell Institute ist als wohltätiges Kinderkrankenhaus konzipiert und wird bis heute nahezu unverändert als solches betrieben. 2012 wurde das Gebäude in das Register gefährdeter denkmalgeschützter Bauwerke in Schottland eingetragen. Sein Zustand wurde jedoch als gut bei geringer Gefährdung beschrieben.

## Beschreibung
Das Russell Institute befindet sich im Stadtzentrum von Paisley an der Einmündung der New Street in die Causeyside Street. Das dreistöckige Bauwerk weist einen grob V-förmigen Grundriss auf. Entlang der Causeyside Street verlaufen sieben, entlang der New Street sechs vertikale Achsen. Der Sockel des Stahlbetonbaus ist mit schwarzen Granitplatten verkleidet, während für den Rest des Gebäudes Sandstein verwendet wurde. Eine Vortreppe führt zu dem Haupteingang am Schnittpunkt beider Schenkel. Er ist mit einem Architrav und zwei oktogonalen Säulen gearbeitet. Oberhalb des Portals ist der Name der Einrichtung eingelassen. Darüber befindet sich eine Bronzeskulptur, die eine Mutter mit Kindern zeigt. Eine weitere Bronzeskulptur ist oberhalb des Rundbogenfensters angebracht, das sich über beide verbleibenden Stockwerke erstreckt, zu finden. Sie zeigt eine Engelsfigur mit zwei Säuglingen. Das Gebäude schließt mit einem schiefergedeckten Dach. Die Dachgauben entlang der Causeyside Street sind neueren Datums.